# Ramphotyphlops
Ramphotyphlops is een geslacht van slangen uit de familie wormslangen (Typhlopidae).

## Naam en indeling
De wetenschappelijke naam van de groep werd voor het eerst voorgesteld door Leopold Fitzinger in 1843. Er zijn 22 soorten, inclusief de pas in 2020 beschreven soort Ramphotyphlops mollyozakiae. De slangen werden eerder aan andere geslachten toegekend, zoals Onychophis, Onychocephalus en Typhlops.
De geslachtsnaam Ramphotyphlops betekent vrij vertaald 'gesnavelde blindogen'.

## Verspreiding en habitat
De slangen komen voor in delen van Oceanië en zuidelijk Azië en leven in de landen en op de eilanden Carolinen, Salomonseilanden, Guadalcanal, Palau, Thailand, Papoea-Nieuw-Guinea, Loyaliteitseilanden, Nieuw-Caledonië, Maleisië, Filipijnen, Singapore en Indonesië, mogelijk in China. De habitat bestaat uit vochtige tropische en subtropische bossen, zowel in laaglanden als in bergstreken en droge tropische en subtropische bossen. Ook in door de mens aangepaste streken zoals plantages, landelijke tuinen en stedelijke gebieden kunnen de dieren worden aangetroffen. Van veel soorten is de habitat nog geheel onbekend.

## Beschermingsstatus
Door de internationale natuurbeschermingsorganisatie IUCN is aan achttien soorten een beschermingsstatus toegewezen. Vijf soorten worden beschouwd als 'veilig' (Least Concern of LC), elf als 'onzeker' (Data Deficient of DD) en twee soorten staan te boek als 'bedreigd' (Endangered of EN).

## Soorten
Het geslacht omvat de volgende soorten, met de auteur en het verspreidingsgebied.
| Naam                         | Auteur                                        | Verspreidingsgebied                                         |
| ---------------------------- | --------------------------------------------- | ----------------------------------------------------------- |
| Ramphotyphlops acuticauda    | Peters, 1877                                  | Palau                                                       |
| Ramphotyphlops adocetus      | Wynn, Reynolds, Buden, Falanruw & Lynch, 2012 | Carolinen                                                   |
| Ramphotyphlops angusticeps   | Peters, 1877                                  | Salomonseilanden                                            |
| Ramphotyphlops becki         | Tanner, 1948                                  | Salomonseilanden, Guadalcanal                               |
| Ramphotyphlops bipartitus    | Sauvage, 1879                                 | Indonesië                                                   |
| Ramphotyphlops conradi       | Peters, 1875                                  | Indonesië                                                   |
| Ramphotyphlops cumingii      | Gray, 1845                                    | Filipijnen                                                  |
| Ramphotyphlops depressus     | Peters, 1880                                  | Fiji-eilanden en omringende eilanden                        |
| Ramphotyphlops exocoeti      | Boulenger, 1887                               | Australië                                                   |
| Ramphotyphlops flaviventer   | Peters, 1864                                  | Indonesië, Papoea-Nieuw-Guinea, Fiji-eilanden               |
| Ramphotyphlops hatmaliyeb    | Wynn, Reynolds, Buden, Falanruw & Lynch, 2012 | Carolinen                                                   |
| Ramphotyphlops lineatus      | Schlegel, 1839                                | Thailand, Maleisië, Singapore, Indonesië, mogelijk in China |
| Ramphotyphlops lorenzi       | Werner, 1909                                  | Indonesië                                                   |
| Ramphotyphlops mansuetus     | Barbour, 1921                                 | Salomonseilanden                                            |
| Ramphotyphlops marxi         | Wallach, 1993                                 | Filipijnen                                                  |
| Ramphotyphlops mollyozakiae  | Wallach, 2020                                 | Thailand                                                    |
| Ramphotyphlops multilineatus | Schlegel, 1839                                | Indonesië                                                   |
| Ramphotyphlops olivaceus     | Gray, 1845                                    | Filipijnen, Salomonseilanden, Indonesië, Maleisië           |
| Ramphotyphlops similis       | Brongersma, 1934                              | Papoea-Nieuw-Guinea                                         |
| Ramphotyphlops suluensis     | Taylor, 1918                                  | Filipijnen                                                  |
| Ramphotyphlops supranasalis  | Brongersma, 1934                              | Indonesië                                                   |
| Ramphotyphlops willeyi       | Boulenger, 1900                               | Loyaliteitseilanden, Nieuw-Caledonië                        |